# إصابة النخاع الشوكي
ينتج عن إصابة النخاع الشوكي (أو الحبل الشوكي) اعتلال في النخاع أو ضرر على المادة البيضاء أو الألياف العصبية النخاعية التي تنقل الحس والإشارات الحركية من وإلى الدماغ. الإصابة قد تتسبب أيضاً بالضرر على المادة الرمادية في الجزء المركزي من النخاع الشوكي مؤدية إلى فقدان عصبونات بينية أو خلايا عصبية حركية. تأتي إصابات الحبل الشوكي نتيجة لأسباب عدة، منها:
1. الصدمات: حوادث السير، السقوط، إطلاق النار، الإصابات الحربية... إلخ.
2. الأورام: الأورام السحائية Meningiomas والأورام النجمية astrocytomas وأورام البطانة العصبية Ependymomas.

|                                |                                                  |
| أقسام ووظائف الحبل الشوكي      |                                                  |
| المستوى                        | الوظيفة                                          |
| عنقي 1 ـ عنقي 6                | الرقبة العضلات القابضة                           |
| عنقي 1 ـ صدري1                 | الرقبة عضلات باسطة                               |
| عنقي 3، عنق 4، C5              | الحجاب الحاجز عنق 4)                             |
| عنقي 5، عنق 6                  | حركة الكتف، رفع الذراع؛ ثني المرفق، تدوير الذراع |
| عنق 6، عنق 7                   | بسط المرفق والرسغ                                |
| عنق 7، صدري 1                  | ثني الرسغ                                        |
| عنق 7، صدري 1                  | العضلات الصغيرة في اليد                          |
| صدري 1 ـ صدري 6                | الأضلاع والجذع من فوق الخصر                      |
| صدري 7 ـ قطني 1                | عضلات البطن                                      |
| قطني 1، قطني 2، قطني 3، قطني 4 | ثني الفخذين                                      |
| قطني 2، قطني 3، قطني 4         | تقريب الفخذ                                      |
| قطني 4، قطني 5، عجزي 1         | تقريب الفخذ                                      |
| قطني 5، عجزي 1، عجزي 2         | بسط الرجل عند الورك                              |
| قطني 2، قطني 3، قطني 4         | بسط الرجل عند الركبة                             |
| قطني 4، قطني 5، عجزي 1، عجزي 2 | ثني الرجل عند الركبة                             |
| قطني 4، قطني 5، عجزي 1         | ثني القدم نحو الخلف (انثناء ظهراني)              |
| قطني 4، قطني 5، عجزي 1         | بسط أصابع القدم                                  |
| قطني 5، عجزي 1، عجزي 2         | ثني باطن القدم                                   |
| قطني 5، عجزي 1، عجزي 2         | ثني أصابع القدم                                  |

## التصنيف
قامت الجمعية الأمريكية لإصابات الحبل الشوكي بوضع تصنيف قائم على مستوى الإصابة العصبية وعلى الإحساس باللمس وبوخز الإبرة عند كل قطاع جلدي، إضافة إلى قوة عشر عضلات على كل من جانبي الجسم مثل القدرة على هز الكتفين وهو ما يتمكن المصابون عند الفقرة العنقية الرابعة (عنق 4) من القيام به، أو ثني الكوع (عنق 5)، أو بسط المعصم (عنق 6)، أو بسط الكوع (عنق 7)، أو تحريك الورك الفقرة القطنية الثانية (قطن 2). وتصنف الإصابات النخاعية في خمسة أنواع وفق جميعة إصابات النخاع الشوكي الأمريكية وحسب النظام الدولي لتصنيف إصابات النخاع الشوكي، حيث:
ـ أ: تشير إلى إصابة كليّة أو كاملة في النخاع الشوكي، يفقد معها المصاب وظائف الحركة والحس عند الفقرات العجزية الملتحمة على الأقل. وباعتبار أن هذه الفقرات العجزية هي أخفض الفقرات يعتبر غياب الحركة والإحساس عندها دلالة على تعرض الحبل الشوكي لإصابة كاملة في مستوى أعلى من تلك الفقرات.
ـ ب: تشير إلى إصابة جزئية غير كاملة في النخاع الشوكي، يحتفظ معها المصاب بالإحساس لكن دون وظائف حركية تحت مستوى الإصابة، عادة ما يكون هذا مرحلياً وإذا ما استرجع المصاب أي وظيفة حركية فإن تصنيفه يتراجع إلى ج أو ء.
ـ ج: تشير إلى إصابة جزئية في النخاع الشوكي مع وجود وظائف حركية تحت مستوى الإصابة، على أن يكون أكثر من نصف العضلات الواقعة تحت مستوى الإصابة من تصنيف دون 3 درجات.
ـ د: تشير إلى إصابة جزئية في النخاع الشوكي مع وجود وظائف حركية تحت مستوى الإصابة، على أن يكون أكثر من نصف العضلات الرئيسية الواقعة تحت مستوى الإصابة من تصنيف دون 3 درجات.
ـ هـ: تشير إلى إصابة جزئية في النخاع الشوكي مع وجود وظائف حركية تحت مستوى الإصابة، على أن يكون أكثر من نصف العضلات الرئيسية الواقعة تحت مستوى الإصابة من تصنيف 3 درجات فما فوق.
ـ و: تشير إلى حالة عادية تؤدى فيها الوظائف الحسية والحركية بصورة طبيعية. يلاحظ أن من الممكن أن تكون هناك إصابة في النخاع الشوكي مع حالة عادية تماماً من حيث الحركة والحس.
إضافة إلى ذلك توجد عدة أعراض سريرية تترافق مع الإصابات الجزئية للنخاع الشوكي.

## العلامات والأعراض
تختلف العلامات (التي يلاحظها الطبيب) والأعراض (التي يعاني منها المريض) تبعًا لمكان إصابة العمود الفقري ومدى الإصابة. يسمى جزء الجلد الذي يعصبه جزء معين من العمود الفقري بالقطاع الجلدي، وقد تسبب إصابة هذا الجزء من العمود الفقري الألم أو التنميل أو فقدان الإحساس في المناطق ذات الصلة. وقد يشعر المريض بالمذل، هو الإحساس بالوخز أو الحرقان في المناطق المصابة من الجلد. قد يظهر لدى الشخص الذي يعاني من انخفاض مستوى الوعي استجابة لمنبه مؤلم أعلى من نقطة معينة ولكن ليس أسفلها. تسمى مجموعة العضلات التي يعصبها جزء معين من الحبل الشوكي بالبضعة العضلية، وقد تسبب إصابة هذا الجزء من الحبل الشوكي مشاكل في الحركات التي تشمل تلك العضلات. قد تنقبض العضلات بشكل لا يستطيع المريض السيطرة عليه (التشنج) أو تصبح ضعيفة أو مشلولة تمامًا. قد تحدث أيضًا صدمة نخاعية، أو فقدان النشاط العصبي بما في ذلك ردود الفعل تحت مستوى الإصابة بعد فترة وجيزة من الإصابة، وعادة ما تختفي في غضون يوم واحد. وقد يكون انتصاب القضيب المستمر (القساح) علامة على إصابة الحبل الشوكي الحادة.
تُحدّد الأجزاء الخاصة من الجسم التي تتأثر بفقدان الوظيفة بمستوى الإصابة. قد يعاني المريض من بعض العلامات، مثل ضعف الأمعاء والمثانة على أي مستوى. قد يعاني المريض من حالة تسمى المثانة العصبية، وهي ضعف القدرة على إفراغ المثانة، وتُعتبر عرضًا شائعًا لإصابة الحبل الشوكي، وأحد اختلاطاتها ارتفاع ضغط المثانة، مما قد يؤدي إلى إصابة كلوية.

### العلامات والأعراض القطنية العجزية
تشمل آثار الإصابات في أو أعلى المنطقة القطنية أو العجزية من الحبل الشوكي (أسفل الظهر والحوض) انخفاض السيطرة على الساقين والوركين والجهاز البولي التناسلي والشرج. قد يحافظ الأشخاص المصابون تحت مستوى الفقرة القطنية الثانية على وظيفة عضلات الورك والعضلات الباسطة للركبة. تنظم المنطقة العجزية وظيفة الأمعاء والمثانة. من الشائع حدوث ضعف جنسي، وخلل في الأمعاء والمثانة، بما في ذلك سلس البراز والبول بعد الإصابة.

### العلامات والأعراض الصدرية
بالإضافة إلى المشاكل الموجودة في إصابات المستوى الأدنى، قد تؤثر آفات العمود الفقري الصدري على عضلات الجذع. تؤدي الإصابات في مستوى الفقرة الصدرية الأولى حتى الفقرة الصدرية الثامنة إلى عدم القدرة على التحكم في عضلات البطن. قد يتأثر استقرار الجذع، ويزداد احتمال حدوث ذلك مع ارتفاع مستوى الإصابة. كلما انخفض مستوى الإصابة، قلّت آثارها. تؤدي الإصابات بين الفقرة الصدرية التاسعة والفقرة الصدرية الثانية عشر إلى فقدان جزئي للتحكم في الجذع وعضلات البطن. تؤدي إصابات العمود الفقري الصدري إلى الشلل النصفي، ولكن لا تتأثر وظيفة اليدين والذراعين والرقبة.
إحدى الحالات التي تحدث عادةً في الآفات فوق مستوى الفقرة الصدرية التاسعة هي عسر المنعكسات اللاإرادي، إذ يرتفع فيها ضغط الدم إلى مستويات عالية الخطورة بما يكفي للتسبب في سكتة دماغية مميتة. ينتج ذلك عن رد فعل مفرط للجهاز العصبي تجاه منبه مثل الألم تحت مستوى الإصابة، بسبب عدم قدرة الإشارات المثبطة من الدماغ على المرور عبر الآفة لتثبيط استجابة الجهاز العصبي الودي المثيرة. تشمل علامات وأعراض عسر المنعكسات اللاإرادي القلق، والصداع، والغثيان، وطنين الأذنين، وعدم وضوح الرؤية، واحمرار الجلد، واحتقان الأنف. قد يحدث بعد فترة وجيزة من الإصابة أو بعد عدة سنوات.
قد تتعطل أيضًا الوظائف اللاإرادية الأخرى. فمثلًا، قد تحدث اضطرابات في تنظيم درجة حرارة الجسم في إصابات الفقرة الصدرية الثامنة وما فوقها. المضاعفات الخطيرة الأخرى التي قد تنتج عن الآفات فوق الفقرة الصدرية السادسة هي الصدمة العصبية، والتي تنتج عن انقطاع في تعصيب الجهاز العصبي الودي المسؤول عن الحفاظ على قوة العضلات في الأوعية الدموية. بدون التعصيب الودي، ستسترخي الأوعية وتتوسع. تتظاهر الصدمة العصبية بانخفاض خطير في ضغط الدم، وانخفاض معدل ضربات القلب، وتجمع الدم في الأطراف؛ مما يؤدي إلى عدم كفاية تدفق الدم إلى النخاع الشوكي وبالتالي إلى مزيد من الضرر له.

### العلامات والأعراض الرقبية
تؤدي إصابات الحبل الشوكي على مستوى الرقبة إلى شلل رباعي كامل أو جزئي، وذلك بحسب موقع وشدة الإصابة. تشمل الأعراض الإضافية لإصابات العمود الفقري الرقبي انخفاض معدل ضربات القلب، وانخفاض ضغط الدم، واضطرابات في تنظيم درجة حرارة الجسم، وضعف التنفس. إذا كانت الإصابة عالية ووصلت درجة كافية لإعاقة العضلات المشاركة في التنفس، لن يتمكن المريض من التنفس بدون مساعدة أنبوب القصبة الهوائية وجهاز التنفس الصناعي.

## أنظر أيضا
- سكتة النخاع الشوكي